# Ботель (отель)
Боте́ль  — судно, которое служит гостиницей или хостелом.
Название произошло в результате словослияния английских слов „boat” («лодка») и „hotel” («отель»).
Ботели варьируются по размеру от небольших до больших, могут быть специально построены для ночлега и отдыха или являются переоборудованными водными судами. Они могут быть или постоянно пришвартованы в отведённом им месте, или установлены на земле (см. фото ботеля Bellis Botel на реке Теннеси), или в определённую часть времени своей работы осуществлять водные туры. На ботелях могут проводиться различные мероприятия: фестивали, свадьбы и т.д.

## Галерея

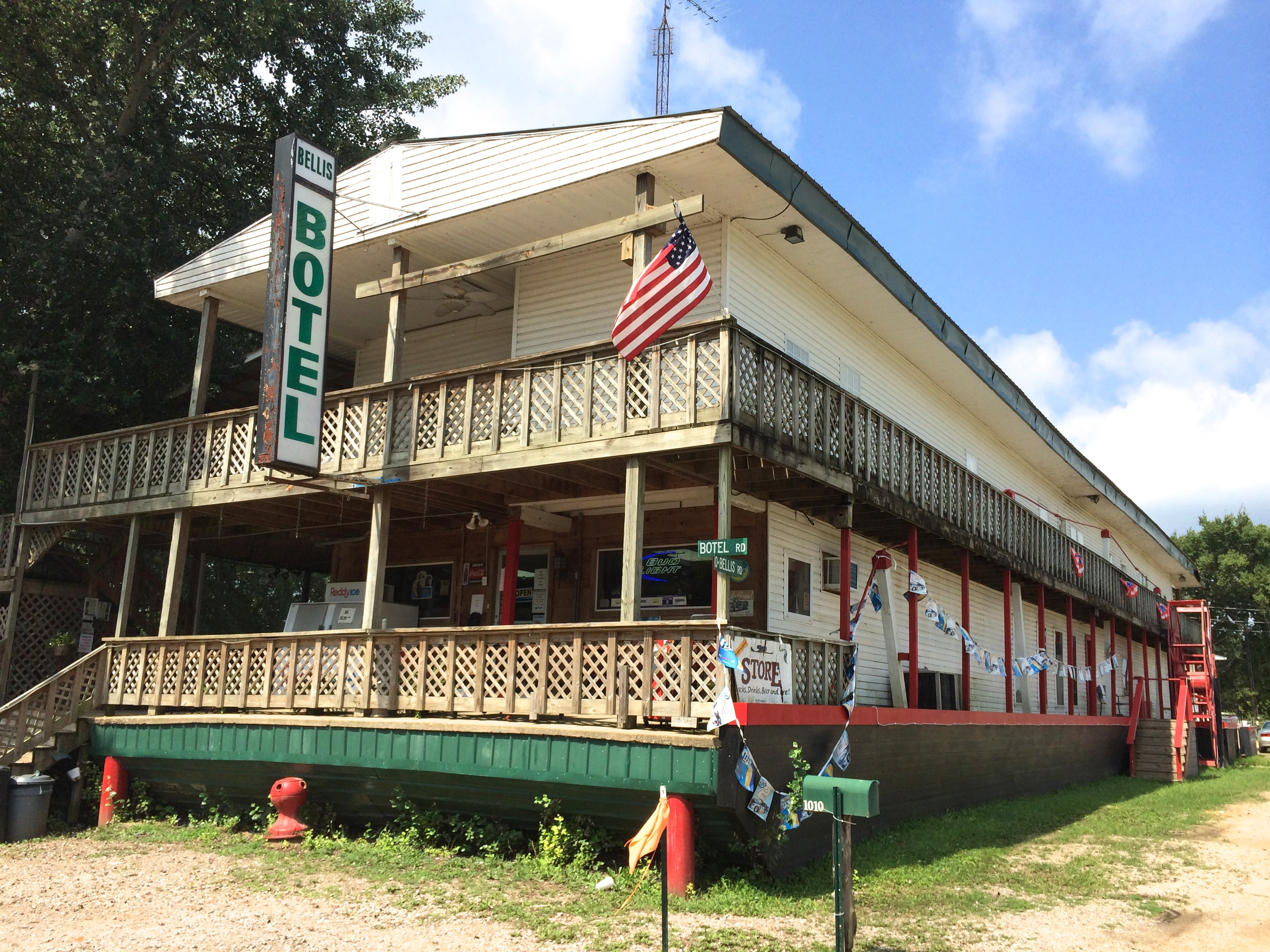
Ботель Bellis Botel на реке Теннеси в округе Хардин, Теннеси
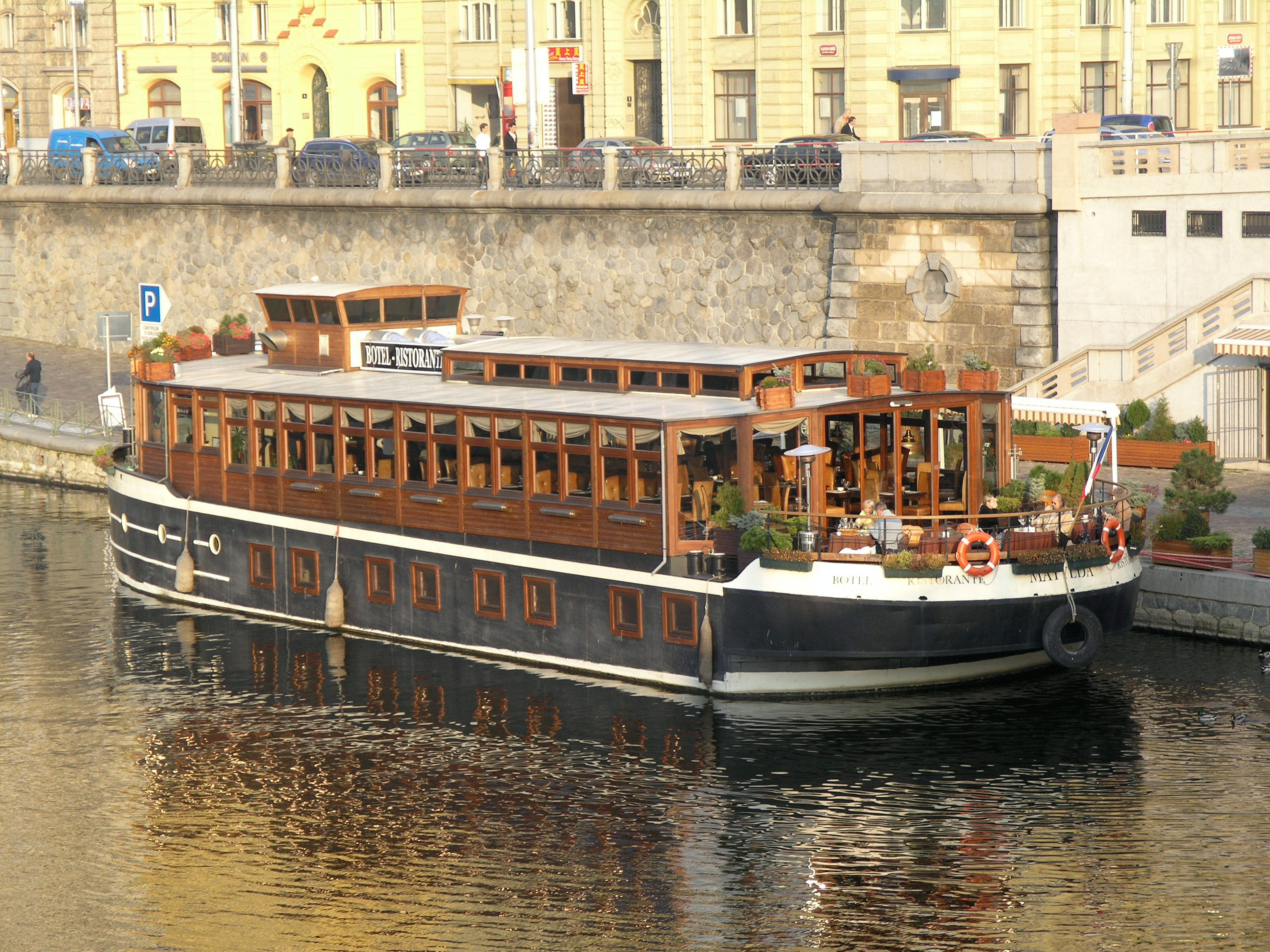
Ботель Matylda в Праге
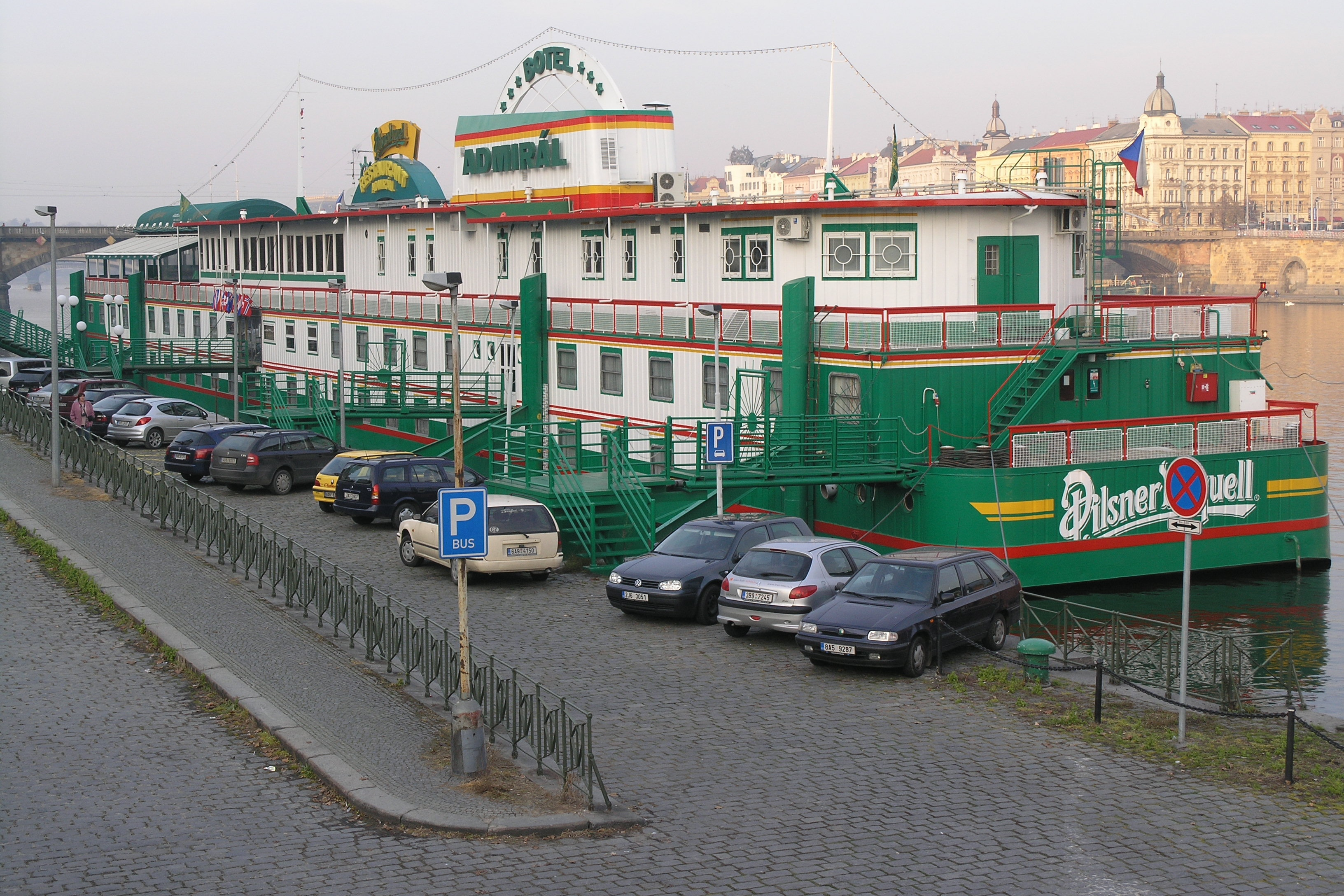
Ботель Admiral в Праге
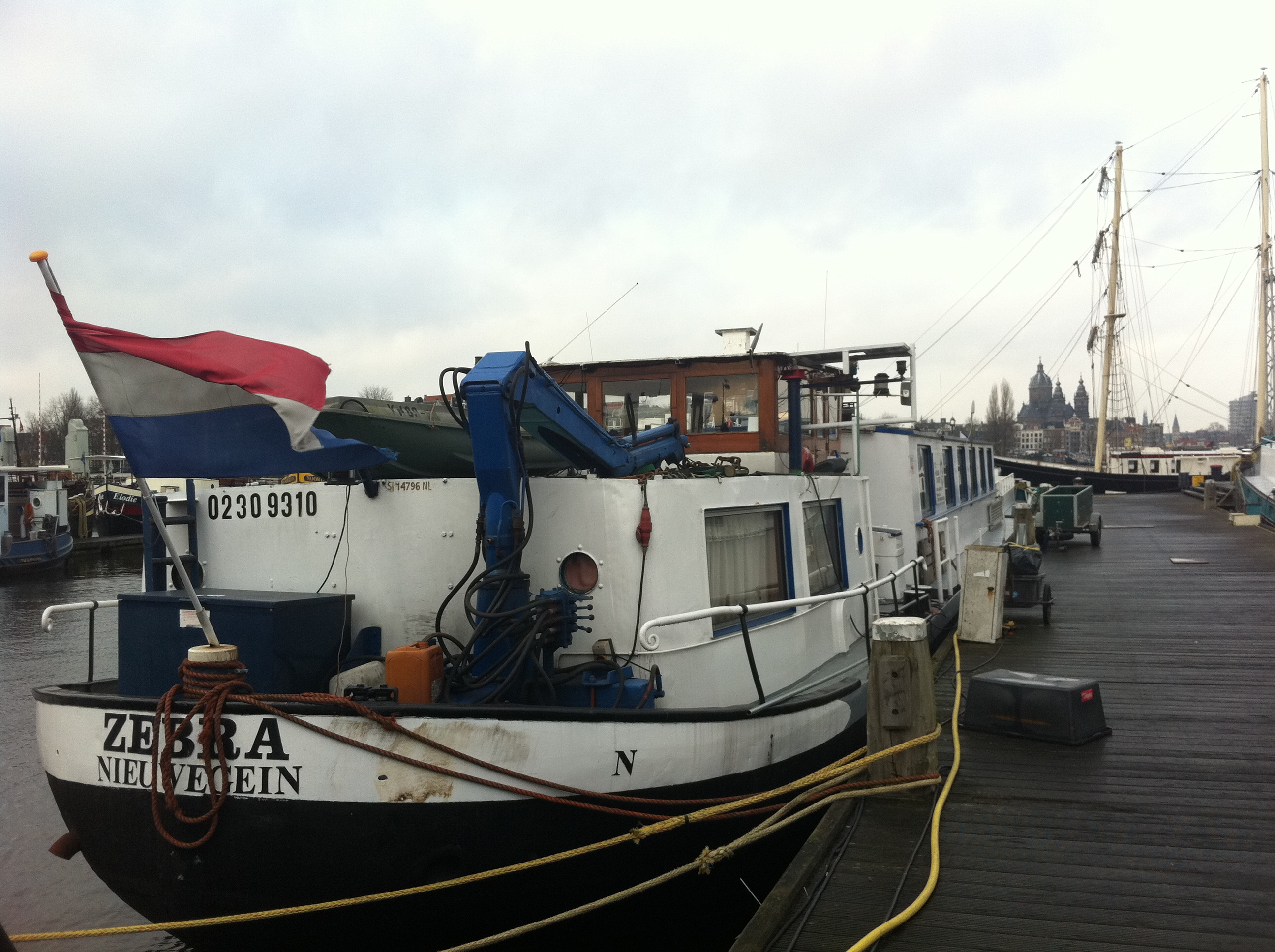
Ботель Zebra в Амстердаме
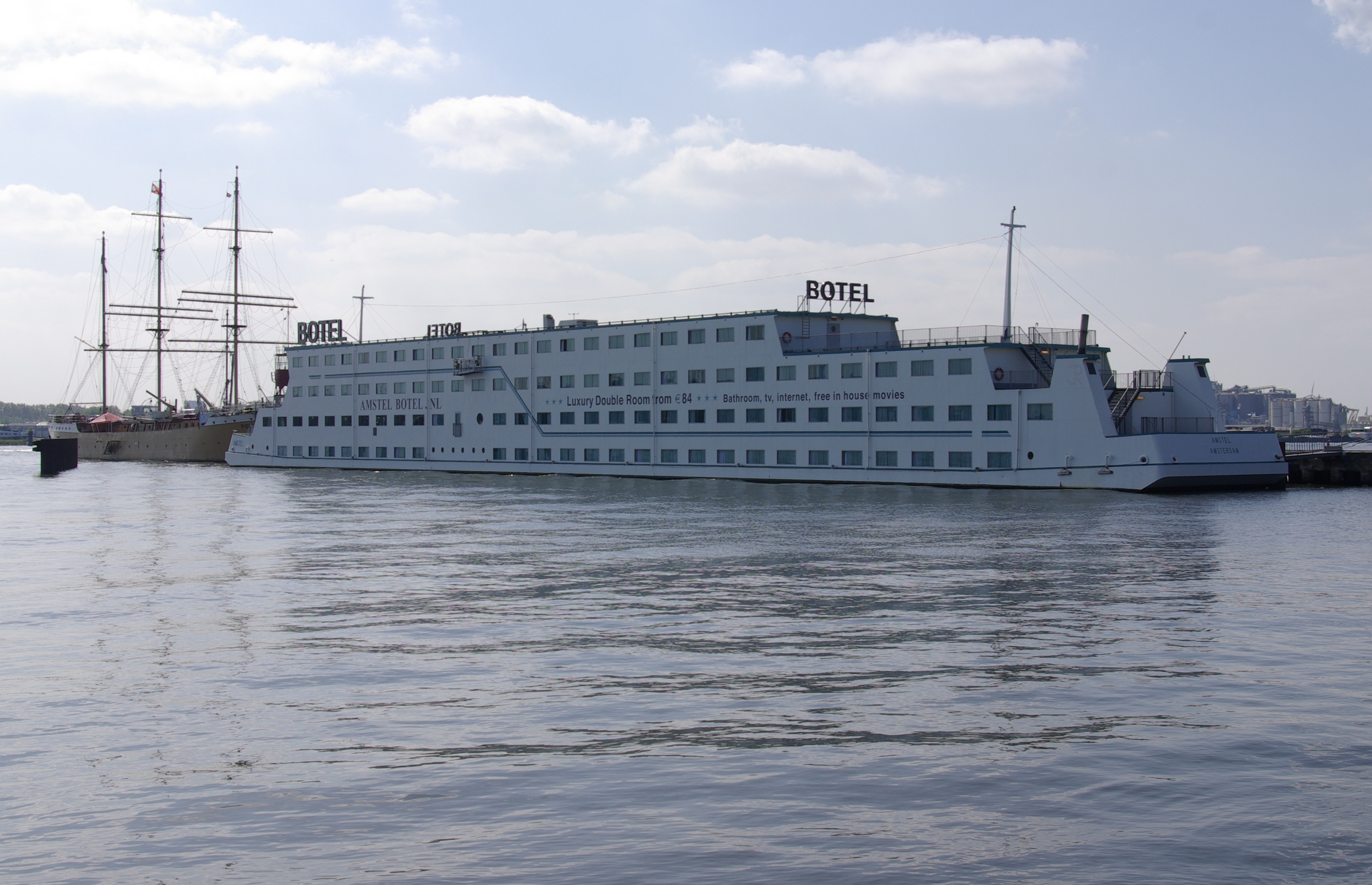
Ботель Amstel Botel в Амстердаме